# Campeonato Asiático de Voleibol Femenino Sub-23
El Campeonato Asiático de Voleibol Femenino Sub-23 es un torneo de voleibol femenino. Es organizado por la Confederación Sudamericana de Voleibol y el país anfitrión y está dirigido a las selecciones nacionales que integren jugadoras con un máximo de 23 años de edad.

## Historial
| N.º | Año  | Sede              |       |           |               | 4º           |
| --- | ---- | ----------------- | ----- | --------- | ------------- | ------------ |
| I   | 2015 | Pásig             | China | Tailandia | Corea del Sur | Japón        |
| II  | 2017 | Nakhon Ratchasima | Japón | Tailandia | Vietnam       | China Taipéi |
| III | 2019 | Hanói             |       |           |               |              |

## Medallero
- Actualizado hasta Tailandia 2017

| Núm. | País          | Oro | Plata | Bronce | Total |
| ---- | ------------- | --- | ----- | ------ | ----- |
| 1    | China         | 1   | 0     | 0      | 1     |
| 1    | Japón         | 1   | 0     | 0      | 1     |
| 3    | Tailandia     | 0   | 2     | 0      | 2     |
| 4    | Corea del Sur | 0   | 0     | 1      | 1     |
| 4    | Vietnam       | 0   | 0     | 1      | 1     |
|      | TOTAL         | 2   | 2     | 2      | 6     |